# Зленко Сергій Олександрович
Зленко Сергій Олександрович (нар. 21 лютого 1983 року, Київ) — український кінодіяч. Національний представник України в Eurimages.
Член Європейської кіноакадемії, член Наглядової Ради Української кіноакадемії, член Наглядової Ради Одеського міжнародного кінофестивалю, член Українського Оскарівського Комітету.

## Освіта
Закінчив Український гуманітарний ліцей Київського національного університету імені Т.Г.Шевченка (юридичний напрямок) у 2000 році. 2006 року здобув вищу юридичну освіту з відзнакою у Національному університеті «Києво-Могилянська академія». У 2007 році здобув другу вищу освіту у Інституті інтелектуальної власності і права. У 2019 закінчив режисерський курс Ukrainian film school.

## Кар'єра
2005—2006 — помічник міністра юстиції
2006—2007 — юрист кінотеатру «Жовтень»
2007—2010 — юрист «Одеської кіностудії»
2010—2015 — юрист «1+1 Медіа»
2015—дотепер — директор ТОВ «Кіно-де-арт» (кінотеатр «Boomer»)
2019—2021 — Заступник Голови Ради з державної підтримки кінематографії
2020—2022 — Заступник Національного представника України в Eurimages
2021—дотепер — член Наглядової ради Одеського міжнародного кінофестивалю
2022—дотепер — Національний представник України в Eurimages

## Творчість
У 2019 році під час навчання в Ukrainian film school зняв студентський короткометражний фільм «Влипла» про залежність від мобільних телефонів. Фільм отримав приз глядацьких симпатій на фестивалі «Відкрита ніч-2019».